# Saint-Romain-Lachalm
Saint-Romain-Lachalm là một xã thuộc tỉnh Haute-Loire trong vùng Auvergne-Rhône-Alpes ở nam trung bộ nước Pháp. Khu vực này có độ cao từ 757-1008 mét trên mực nước biển. Theo điều tra dân số năm 1999 của INSEE có dân số 831 người.